# HD 35681
HD 35681 — кратная звезда в созвездии Возничего на расстоянии приблизительно 112 световых лет (около 34,3 парсеков) от Солнца. Возраст звезды определён как около 2,5 млрд лет.

## Характеристики
Первый компонент (CCDM J05280+3346A) — жёлто-белая звезда спектрального класса F7V, или F6IV, или F5V. Видимая звёздная величина звезды — +6,8m. Масса — около 1,3 солнечной, радиус — около 1,349 солнечного, светимость — около 2,642 солнечных. Эффективная температура — около 6329 K.
Второй компонент (HD 243804) — бело-голубая звезда спектрального класса B5. Видимая звёздная величина звезды — +8,8m. Эффективная температура — около 9325 K. Удалён на 97,4 угловых секунды.
Третий компонент (TYC 2411-1732-1) — оранжевый гигант спектрального класса K. Видимая звёздная величина звезды — +10,1m. Радиус — около 34,51 солнечных, светимость — около 304,889 солнечных. Эффективная температура — около 4106 K. Удалён на 103,4 угловых секунды.
Четвёртый компонент (TYC 2411-1278-1) — белая звезда спектрального класса A. Видимая звёздная величина звезды — +10,1m. Эффективная температура — около 8216 K. Удалён на 108,6 угловых секунды.
Пятый компонент (WDS J05280+3346E) — красная звезда спектрального класса M3,5. Видимая звёздная величина звезды — +10,3m. Эффективная температура — около 4649 K. Удалён на 10,1 угловых секунды.
Шестой компонент (UCAC3 248-51131) — жёлтая звезда спектрального класса G. Видимая звёздная величина звезды — +13,8m. Радиус — около 3,43 солнечных, светимость — около 8,537 солнечных. Эффективная температура — около 5327 K. Удалён от второго компонента на 15,7 угловых секунды.

## Планетная система
В 2019 году учёными, анализирующими данные проектов HIPPARCOS и Gaia, у звезды обнаружена планета.